# Chiesa di San Rocco (Samone, Piemonte)
La chiesa di San Rocco è la parrocchiale di Samone, in città metropolitana di Torino e diocesi di Ivrea; fa parte della vicaria Pedemontana-Valchiusella-Valle Dora.

## Storia
L'originario luogo di culto samonese era un'antica cappella di piccole dimensioni, che poi sarebbe stata inglobata nella parrocchiale settecentesca.
La chiesa di San Rocco fu costruita ad un'unica navata nel XVIII secolo, approssimativamente tra la metà e la fine del secolo.
Tra il 1852 e il 1855 la parrocchiale venne interessata da un ampliamento in occasione del quale fu aggiunta la navatella laterale sinistra.
Nella prima metà degli anni ottanta del secolo successivo si procedette all'esecuzione dell'adeguamento liturgico secondo le usanze postconciliari mediante l'aggiunta dell'ambone e dell'altare rivolto verso l'assemblea.
Le coperture furono oggetto di un intervento di rifacimento nel 2013.

## Descrizione

### Esterno
La facciata della chiesa, rivolta a occidente e leggermente convessa, è suddivisa da una cornice marcapiano in due registri, entrambi scanditi da quattro lesene; quello inferiore presenta centralmente il portale d'ingresso architravato, mentre quello superiore è caratterizzato da una finestra bilobata e coronato dal timpano triangolare.
Annesso alla parrocchiale è il campanile a base quadrata, la cui cella presenta su ogni lato una monofora ed è coperta dal tetto a quattro falde.

### Interno
L'interno dell'edificio è separato da pilastri sorreggenti degli archi a tutto sesto in due navate, sulla principale delle quali si affacciano le cappelle laterali, introdotte anch'esse da archi a tutto sesto, sopra cui corre la trabeazione modanata e aggettante sulla quale si impostano le volte a vela; al termine dell'aula si sviluppa il presbiterio, rialzato di alcuni gradini, ospitante l'altare maggiore e chiuso dalla parete di fondo piatta.